# Jacob Derwig
Jacob Derwig (L'Aia, 15 luglio 1969) è un attore olandese.

## Biografia
È sposato con l'attrice e sceneggiatrice Kim van Kooten con la quale ha due figli.

## Filmografia

### Cinema
- Il vestito - regia di Alex Van Wanderdam (1996)
- Temmink: The Ultimate Fight - regia di Boris Paval Conen (1998)
- Lek - regia di Jean van de Velde (2000)
- Zus & Zo - regia di Paula van der Oest (2001)
- Alles is familie - regia di Joram Lürsen (2012)
- Het Diner - regia di Menno Meyjes (2013)
- Nobili intenzioni - regia di Joram Lürsen (2015)
- Bankier van het Verzet - regia di Joram Lürsen (2018)
- Klem - regia di Frank Ketelaar (2023)

### Televisione
- Offers - film TV - regia di Dana Nechushtan (2005)

## Riconoscimenti
- Premio Arlecchino (2006)